# 阿列夫-2
阿列夫-2（化学名：2,5-二甲氧基-4-乙硫基安非他命）是一种含氮有机硫化合物，分子式C
13H
21NO
2S，属于2,5-二甲氧基安非他命衍生物（DOx系列化合物）。